# Rhene foai
Rhene foai är en spindelart som beskrevs av Simon 1902. Rhene foai ingår i släktet Rhene och familjen hoppspindlar. Inga underarter finns listade i Catalogue of Life.